# Rhagoduna nocturna
Rhagoduna nocturna är en spindeldjursart som beskrevs av Roewer 1933. Rhagoduna nocturna ingår i släktet Rhagoduna och familjen Rhagodidae. Inga underarter finns listade i Catalogue of Life.